# Club Baloncesto Gran Canaria
O Club Baloncesto Gran Canaria - Claret ou também conhecido por Dreamland Gran Canaria é um clube profissional de basquetebol localizado em Las Palmas de Gran Canaria, Ilhas Canárias, Espanha. Atualmente disputa a Liga Endesa e a Eurocup. Seus jogos em casa são realizados no Gran Canaria Arena com capacidade para 11 500 espectadores.

## História
O clube foi fundado no ano de 1963 representando o Colégio Claret, nome com o qual jogou por longos anos e devido ao sucesso em competições escolares foi decidido federar-se, passando a disputar a 2ª Divisão.
Até o ano de 1984, o clube disputou a 2ª Divisão Espanhola e foi exatamente em 22 de Maio de 1985 houve reedição nos estatutos do clube, este passou por reformulação e independência jurídica, passando a denominar-se Claret Club de Baloncesto. Na temporada 1985/85 vence a Primera B e alcança a inédita promoção para a Liga ACB, na qual permaneceu por apenas uma temporada.
Conquista promoção para a Liga ACB novamente na 87/88, e na temporada seguinte adota nova denominação e passa a se chamar Clube Baloncesto Gran Canaria buscando ser reconhecido como representante das Ilhas Canárias e alcançar a massa de torcedores. Ao regressar a Liga ACB, estréia seu novo ginásio em Setembro de 1988, o Centro Insular de Deportes Apos duas temporadas na Liga ACB, foi novamente rebaixado para a Primera B para voltar à elite na temporada 91/92.
Por exigências do Conselho Superior de Esportes, viu-se obrigado a transformar-se de clube em Sociedade Anonima Desportiva, a qual foi constituída em 30 de Junho de 1992, depois de ter total apoio das lideranças locais, bem como dos patrocinadores. Depois de várias temporadas disputando as divisões inferiores do Basquete Espanhol, o Gran Canaria voltou a classificar-se para a Liga ACB na temporada 1994/95 de onde não foi mais rebaixado.
Na temporada 2006/07 foi comemorada a décima temporada na mais alta divisão espanhola e nesta temporada também alcançou número recorde de vitórias (23 vitórias) e permaneceu invicto em casa no 2º turno da temporada regular.

## Uniforme
| Casa | Visitante |

## Desempenho Histórico
| Temporada                | Categoria                        | Nível | Posto | Balanço | Playoff                                                                                             | Copa del Rey       |
| Colegio Claret           |                                  |       |       |         | |                    |
| 1962-1963                | Segunda Divisão                  | 2     | 7º    |         | | Não Participou     |
| 1963-1964                | Segunda División                 | 2     | 9º    |         | | Não Participou     |
| 1964-1965                | Segunda División Grupo XIII      | 2     | 7º    |         | | Não Participou     |
| 1965-1966                | Segunda División Grupo XIII      | 2     | 8º    |         | | Não Participou     |
| 1966-1967                | Segunda División                 | 2     | 10º   |         | | Não Participou     |
| 1967-1968                | Segunda División                 | 2     | 7º    |         | | Não Participou     |
| 1968-1969                | Segunda División                 | 2     | 8º    |         | | Não Participou     |
| 1969-1970                | Segunda División Sector Canarias | 2     | 9º    |         | | Não Participou     |
| 1970-1971                | Segunda División Grupo C         | 2     | 10º   |         | | Não Participou     |
| 1971-1972                | Segunda División Grupo C         | 2     | 10º   |         | | Não Participou     |
| 1972-1973                | Segunda División Grupo C         | 2     | 9º    |         | | Não Participou     |
| 1973-1974                | Segunda División Grupo C         | 2     | 9º    |         | | Não Participou     |
| 1974-1975                | Segunda División Grupo C         | 2     | 9º    |         | | Não Participou     |
| 1975-1976                | Terera División Grupo 10         | 3     | 2º    |         | | Não Participou     |
| 1976-1977                | Terera División Grupo 10         | 3     | 2º    |         | | Não Participou     |
| 1977-1978                | Terera División Grupo 10         | 3     | 7º    |         | | Não Participou     |
| 1978-1979                | Segunda División                 | 3     | 8º    |         | | Não Participou     |
| 1979-1980                | Segunda División                 | 3     | 9º    |         | | Não Participou     |
| 1980-1981                | Segunda División                 | 3     | 10º   |         | | Não Participou     |
| 1981-1982                | Segunda División                 | 3     | 10º   |         | | Não Participou     |
| 1982-1983                | Segunda División                 | 3     | 7º    |         | | Não Participou     |
| 1983-1984                | Primera B                        | 2     | 10º   |         | | Não Participou     |
| 1984-1985                | Primera B                        | 2     | 1º    |         | | Não Participou     |
| Claret Las Palmas        |                                  |       |       |         | |                    |
| 1985-1986                | Liga ACB                         | 1     | 15º   | 7-21    | Derrota Primeira Rodada vs. Cajamadrid 1 - 2                                                        | Não Participou     |
| 1986-1987                | Primera B                        | 2     | 5º    |         | | Não Participou     |
| 1987-1988                | Primera B                        | 2     | 2º    |         | | Não Participou     |
| Gran Canaria             |                                  |       |       |         | |                    |
| 1988-1989                | Liga ACB                         | 1     | 18º   | 17-19   | Vitória Primeira Rodada vs. Valvi Girona 3 - 0                                                      | Não Participou     |
| 1989-1990                | Liga ACB                         | 1     | 23º   | 13-23   | Derrota Primeira Rodada vs. Granada Baloncesto 3 - 1 Derrota Segunda Rodada vs. Caixa Ourense 3 - 1 | Não Participou     |
| 1990-1991                | Primera División                 | 2     | 1º    |         | | Não Participou     |
| 1991-1992                | Liga ACB                         | 1     | 23º   | 10-24   | Derrota Primeira Rodada vs. Ferrys Llíria 3 - 2 Derrota Segunda Rodada vs. Collado Villalba 2 - 3   | Não Participou     |
| 1992-1993                | Primera División                 | 2     | 5º    |         | | Não Participou     |
| 1993-1994                | Primera División                 | 2     | 5º    |         | | Não Participou     |
| 1994-1995                | Liga EBA                         | 2     | 1º    |         | | Não Participou     |
| 1995-1996                | Liga ACB                         | 1     | 14º   | 16-22   | | não se clasificou  |
| 1996-1997                | Liga ACB                         | 1     | 12º   | 17-17   | | não se clasificou  |
| 1997-1998                | Liga ACB                         | 1     | 10º   | 15-19   | | não se clasificou  |
| 1998-1999                | Liga ACB                         | 1     | 14º   | 13-21   | | não se clasificou  |
| Canarias Telecom         |                                  |       |       |         | |                    |
| 1999-2000                | Liga ACB                         | 1     | 7º    | 19-15   | Derrota quartas de Final vs. Real Madrid Teka 3 - 0                                                 | quartas de finais  |
| 2000-2001                | Liga ACB                         | 1     | 13º   | 12-22   | | Não Classificou-se |
| 2001-2002                | Liga ACB                         | 1     | 16º   | 10-24   | | Não Classificou-se |
| Auna Gran Canaria        |                                  |       |       |         | |                    |
| 2002-2003                | Liga ACB                         | 1     | 5º    | 21-13   | Derrota quartas de Final vs. Estudiantes 3 - 0                                                      | quartas de finais  |
| 2003-2004                | Liga ACB                         | 1     | 7º    | 17-17   | Derrota quartas de Final vs. F.C. Barcelona 3 - 1                                                   | Não Classificou-se |
| Gran Canaria             |                                  |       |       |         | |                    |
| 2004-2005                | Liga ACB                         | 1     | 8º    | 19-15   | Derrota quartas de Final vs. Tau Cerámica 3 - 1                                                     | quartas de finais  |
| Gran Canaria Grupo Dunas |                                  |       |       |         | |                    |
| 2005-2006                | Liga ACB                         | 1     | 5º    | 20-14   | Derrota quartas de Final vs. DKV Joventut 3 - 0                                                     | quartas de finais  |
| 2006-2007                | Liga ACB                         | 1     | 6º    | 21-13   | Derrota quartas de finais vs. DKV Joventut 3 - 2                                                    | quartas de finais  |
| Kalise Gran Canaria      |                                  |       |       |         | |                    |
| 2007-2008                | Liga ACB                         | 1     | 9º    | 16-18   | | Não Classificou-se |
| 2008-2009                | Liga ACB                         | 1     | 6º    | 20-12   | Derrota quartas de finais vs. Unicaja Málaga 2 - 1                                                  | quartas de finais  |
| Gran Canaria 2014        |                                  |       |       |         | |                    |
| 2009-2010                | Liga ACB                         | 1     | 8º    | 17-17   | Derrota Quartas de Finais vs. FC Barcelona 2 - 0                                                    | Não Classificou-se |
| 2010-2011                | Liga ACB                         | 1     | 5º    | 21-13   | Derrota Quartas de Finais vs. Caja Laboral 2 - 0                                                    | cuartofinalista    |
| 2011-2012                | Liga Endesa                      | 1     | 14º   | 13-21   | | Não Classificou-se |
| Herbalife Gran Canaria   |                                  |       |       |         | |                    |
| 2012-2013                | Liga Endesa                      | 1     | 4º    | 19-15   | Victoria Cuartos de Final vs. Caja Laboral 1 - 2 Derrota Semifinales vs. FC Barcelona 3 - 0         | semifinalista      |
| 2013-2014                | Liga Endesa                      | 1     | 5º    | 22-12   | Derrota Quartas de Finais vs. Unicaja Málaga 2 - 1                                                  | quartas de finais  |
| 2014-2015                | Liga Endesa                      | 1     |       |         | |                    |

| Legenda                 |
| Primeiro Nível Nacional |
| Segundo Nível Nacional  |
| Terceiro Nível Nacional |
| Quarto Nível Nacional   |
| Primeiro Nível Regional |

| Balanço total            |         |          |          |
| Fase                     | Jogados | Vencidos | Perdidos |
| Temporada Regular ACB    | 782     | 375      | 407      |
| Playoff pelo título      | 38      | 8        | 30       |
| Playoff pela permanência | 24      | 10       | 14       |
| Total ACB                | 844     | 393      | 451      |
| Copa del Rey             | 10      | 1        | 9        |
| Supercopa                | 1       | 0        | 1        |

## Referencias
1. ↑  CD Gran Canaria. «Historia del Club Baloncesto Gran Canaria». Consultado em 8 de Fevereiro de 2015
2. ↑  Gran Canaria 2014, nueva denominación del equipo ACB del Club Baloncesto Gran Canaria